# Pseudocolysis bradeorum
Pseudocolysis bradeorum là một loài dương xỉ trong họ Polypodiaceae. Loài này được Rosenst. L.D. Gómez mô tả khoa học đầu tiên năm 1977.